# ترفند هرمی

نمایی از پیشرفت ناپایدار یک طرح هرمی کلاسیک (در اینجا با یک ضریب انشعاب ۶)

ترفند هرمی یا طرح هرمی نوعی مدل کسب‌وکار غیر پایدار است. شکل کلی آن به این صورت است که افراد با پرداخت مقداری پول عضو شرکتی می‌شوند تا در آینده با به عضویت درآوردن چند نفر دیگر و رشد زیرمجموعه مشتریان به چند برابر حق عضویت دست پیدا کنند. برخی از این شرکت‌ها به واسطه عضویت باواسطه نیز به اعضایشان حق‌الزحمه می‌دهند ولی در اکثر این سیستم‌ها، عضو می‌بایست دست‌کم دو نفر را مستقیماً به شرکت معرفی کند.

## نام گذاری
شبکه اعضای این شرکت‌ها در لایه‌های پایین افزایش پیدا می‌کند و از این جهت ساختار شبکه مشتریان شبیه هرم است. ساده‌ترین صورت این شبکه‌ها نوع دودویی است که اگر با یک عضو شروع شود پس از ده مرحله به بیش از هزار عضو جدید خواهد رسید. فعالیت این نوع شرکت‌ها این است که تعداد اعضایشان آن‌قدر رشد خواهد کرد تا محدودیت جمعیت مشتاقان عضو نشده موجب شود یافتن عضو جدید کم و بیش ناممکن شود. در چنین وضعیتی جمعیت بسیار بالایی از اعضا، که گاهی تا نود درصد کل هم می‌رسد، در لایه‌های پایینی قرار دارند و پولشان را از دست داده‌اند و در عوض شرکت و درصد کمی به پول رسیده‌اند. این در حالی است که شرکت نیز طبق قوانینش عمل کرده‌است.

## مثالی ساده از یک ترفند هرمی

شرکتی صد هزار تومان می‌گیرد و در صورتی که عضوی دو عضو جدید معرفی کند به او صد و پنجاه هزار تومان حق‌الزحمه می‌دهد. این شرکت با عضویت هر دو نفر، دویست هزار تومان می‌گیرد و صد و پنجاه هزار تومانش را به عنوان حق‌الزحمه می‌دهد. در نتیجه بی هیچ کار مفیدی پنجاه هزار تومان برایش می‌ماند. در چنین فعالیتی همیشه بیش از ۵۰ درصد اعضاء فقط حق عضویت داده‌اند و با گسترش شبکه تعدادشان افزایش پیدا می‌کند تا زمانی که رشد شبکه متوقف شود.

## قوانین کشورهای مختلف
در بسیاری از کشورها از جمله آلبانی، استرالیا، اتریش، بلژیک، برزیل، کانادا، چین، کلمبیا، دانمارک، جمهوری دومینیکن، استونی، فنلاند، فرانسه، آلمان، هنگ کنگ، مجارستان، ایسلند، ایرلند، ایتالیا، ژاپن، مالزی، مالدیو، مکزیک، نپال، هلند، نیوزیلند، نروژ، فیلیپین، لهستان، پرتغال، رومانی، روسیه، صربستان، آفریقای جنوبی، اسپانیا، سری‌لانکا، سوئد، سوئیس، تایوان، تایلند، ترکیه، اوکراین، بریتانیا، ایران و ایالات متحده آمریکا. قوانینی بر ضد این نوع فعالیت‌ها وضع شده‌است.